# Корона Наполеона

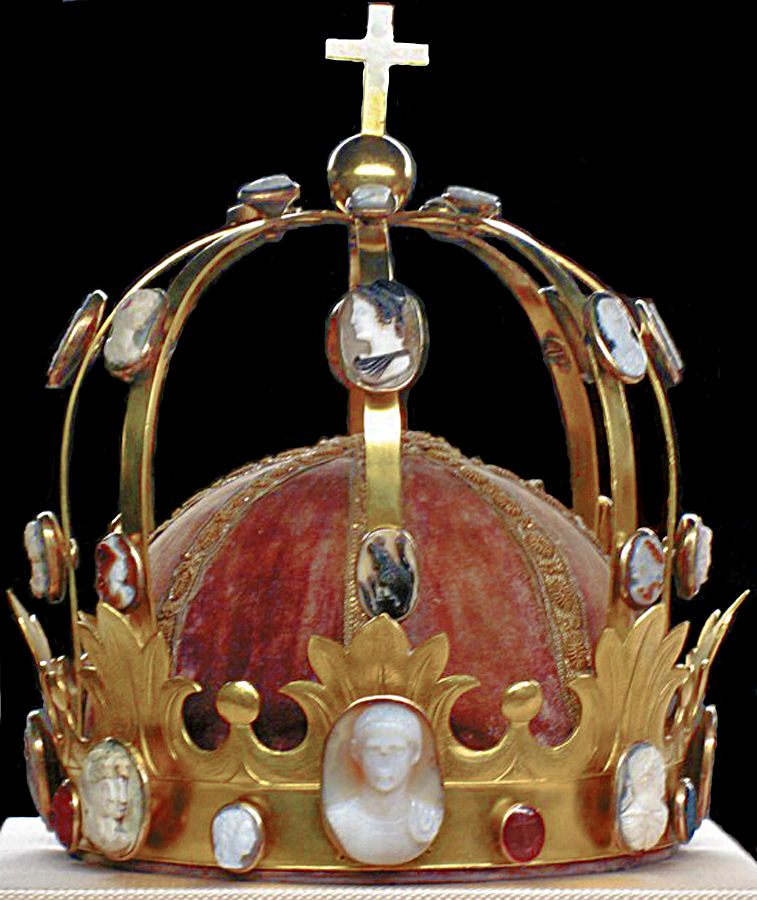
Корона Наполеона, названная им «Корона Карла Великого»

Корона Наполеона — коронационная корона, изготовленная для Наполеона и использовавшаяся при его коронации как императора французов 2 декабря 1804 года. Наполеон назвал эту корону «Корона Карла Великого» — так же, как называлась древняя королевская коронационная корона Франции, уничтоженная якобинцами во время Французской революции. Это позволяло Наполеону ассоциировать себя со знаменитым средневековым монархом Карлом Великим, королём франков и императором Запада.

## Истоки

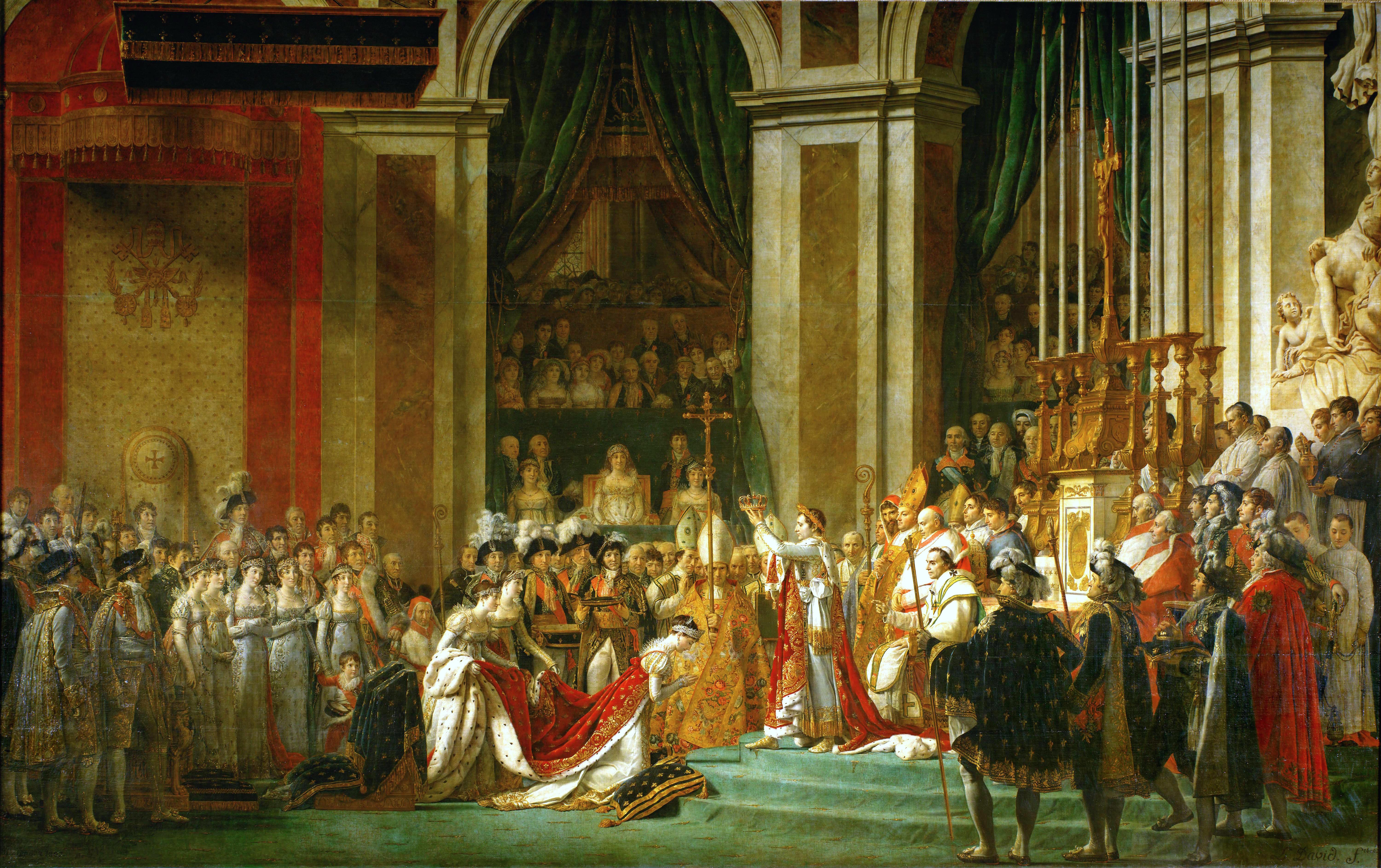
Коронация Наполеона. Картина Жака-Луи Давида

Французская революция 1790-х годов привела к уничтожению большинства старинных драгоценностей французской короны, а также к отмене французской монархии и казни короля Людовика XVI и королевы Марии Антуанетты. Когда десять лет спустя Наполеон объявил себя императором французов, он решил создать себе новые императорские регалии, центральным элементом которых была его «корона Карла Великого». Она была создана придворным ювелиром Мартен-Гийомом Бьенне в 1804 году.

## Использование

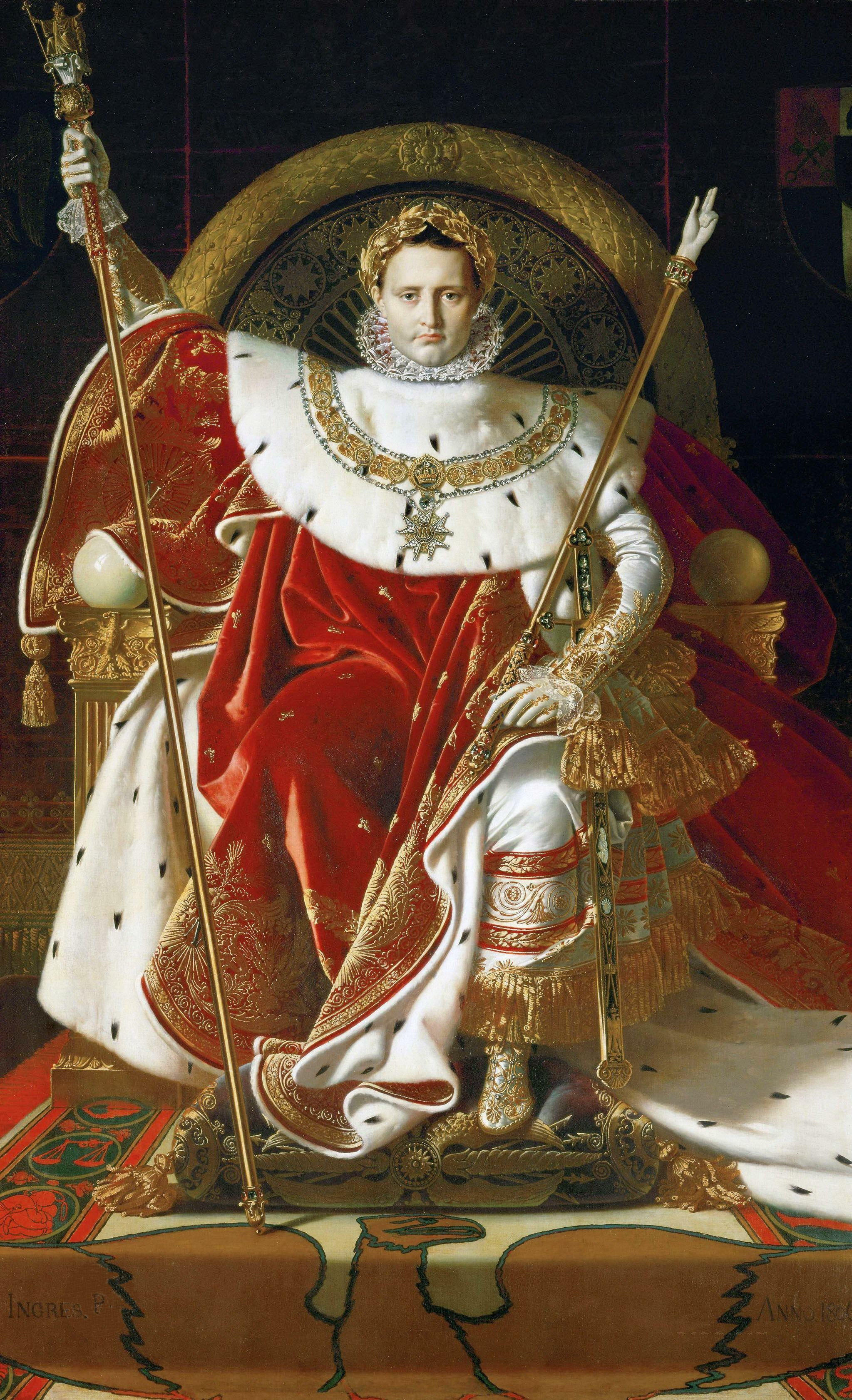
Наполеон на императорском троне (в венке из лавровых листьев). Картина Жана Огюста Доминика Энгра 1806 года

Во время самой коронации, которая проходила не в традиционном Реймсском соборе, а в Соборе Парижской Богоматери в Париже, он фактически использовал две короны. Первоначально он возложил на свою голову лавровый венок римских императоров. После этого он ненадолго возложил на голову императорскую «корону Карла Великого», а затем приложил её к голове императрицы Жозефины.

## Внешний вид
Как и многие другие европейские короны, корона Наполеона состоит из восьми полудуг. Они инкрустированы античными камеями и сердоликами, огранёнными кабошоном; в месте их пересечения находится золотой шар, на вершине которого помещён крест. Сама корона имитирует средневековый стиль и лишена украшений из бриллиантов и драгоценных камней, вошедших в моду при создании более поздних корон. Диаметр короны 18,5 сантиметров, высота 25 сантиметров.

## После Первой Империи
Корона Наполеона использовалась до его второго отречения в 1815 году. После свержения Наполеона на трон был возведён король Людовик XVIII, брат Людовика XVI, как король Франции. В отличие от своего брата и Наполеона, новый король предпочёл не проводить коронацию. Когда в 1824 году королём стал его брат Карл X, он восстановил традиционную коронацию монарха в Реймсе и был коронован оставшейся дореволюционной французской королевской короной — короной Людовика XV. Эта коронация стала последней — после свержения Карла X в 1830 году больше не было ни императорских, ни королевских коронаций.
Когда Наполеон III провозгласил себя французским императором в 1852 году, он отказался проводить коронацию и не стал носить корону Наполеона I. Тем не менее, для него и императрицы Евгении были созданы две короны — корона Наполеона III и корона императрицы Евгении.

## Продажа драгоценностей французской короны
В 1885 году, чтобы воспрепятствовать дальнейшим попыткам королевской или имперской реставрации, Национальное собрание Франции решило продать основную часть драгоценностей французской короны. Для истории были сохранены лишь несколько корон, а их драгоценности заменили цветным стеклом. Корона Наполеона I была одной из немногих сохранившихся. Сейчас она выставлена в зале Аполлона в Лувре в Париже.